# Vrouwenlori
De vrouwenlori (Lorius domicella) is een papegaaiachtige uit de familie papegaaien van de Oude Wereld (Psittaculidae). De wetenschappelijke naam van de soort werd als Psittacus domicella in 1758 gepubliceerd door Carl Linnaeus. Het is een endemische vogelsoort op de Molukken. 

## Naamgeving
De Nederlandstalige naam is ontleend aan een interpretatie van de wetenschappelijke naam. Domicella is het verkleinwoord van domina (vrouw des huizes) en betekent zoiets als jonge meesteres. Met een hoofdletter geschreven betekent het "de Maagd Maria". Linnaeus schreef de naam met een hoofdletter; de Nederlandstalige naam is ontleend aan het woord geschreven zonder hoofdletter. In het Frans heet de vogel lori des dames.

## Kenmerken
De vogel is 28 cm lang. Het is een opvallend gekleurde lori. De vogel is overwegend rood, met een oranje snavel, een zwarte kopkap en een gele band over de borst. De rug is donkerder en het rood gaat geleidelijk over in paars in de richting van de bovenstaartdekveren. De staart is breed en afgerond en roodachtig van kleur met een bruinrode eindrand. De vleugels zijn groen en de "dijen" zijn paarsblauw.

## Verspreiding en leefgebied
Deze soort is endemisch op de eilanden Ceram, Ambon en mogelijk ook op Haruku en Saparua (Molukken). Het leefgebied is tropisch montaan regenwoud voornamelijk op 600 tot 1000 m boven zeeniveau.

## Status
De vrouwenlori heeft een beperkt verspreidingsgebied en daardoor is de kans op uitsterven aanwezig. De grootte van de populatie werd in 2012 door BirdLife International geschat op 1000 tot 2500 volwassen individuen en de populatie-aantallen nemen af door het vangen van deze lori's, die zeer gewild zijn als kooivogel. Verder wordt het leefgebied aangetast door ontbossing waarbij natuurlijk bos wordt gekapt of plaats moet maken voor oliewinning en de aanleg van stuwmeren. Om deze redenen staat deze soort als bedreigd op de Rode Lijst van de IUCN.
Er gelden beperkingen voor de handel in deze lori, want de soort staat in Bijlage II van het CITES-verdrag.